# 海南茶梨
海南茶梨（学名：Anneslea fragrans var. hainanensis）为山茶科茶梨属下的一个变种。

## 扩展阅读
- 維基物種上的相關：海南茶梨